# ولادیمیر نمشیلوف
ولادیمیر نمشیلوف (روسی: Владимир Константинович Немшилов؛ زادهٔ ۲۴ نوامبر ۱۹۴۸) شناگر اهل اتحاد جماهیر شوروی سوسیالیستی بود.
وی در مسابقات کشوری و بین‌المللی در مجموع برندهٔ ۳ مدال برنز شده‌است.